# Форсмарська АЕС
Форсмаркська АЕС (швед. Forsmarks kärnkraftverk) — атомна електростанція в Швеції, складається з трьох киплячих ядерних реакторів. Генерує 15% споживаної в Швеції електроенергії.[джерело?] Розташована в комуні Естгаммар, лену Уппсала, на узбережжі Балтійського моря, 100 км на північ від Стокгольма.

## Володіння
66% акцій належить компанії Vattenfall, 25,5% — Mellansvensk Kraftgrupp (MKG), 8,5% — E.ON. 

## Історія
- Закладена в 1973 році, введена в експлуатацію 10 грудня 1980 року.
- 27 квітня 1986 року один з працівників АЕС прийшов на роботу і при проходженні рамки на ньому була зареєстрована підвищена радіоактивність. Так на Заході вперше дізналися про аварію на Чорнобильській АЕС[1].
- 25 липня 2006 року в результаті короткого замикання сталася аварія на 1-му блоці.[2][3] Потужність реактора за кілька секунд зросла з 80% до 120% від номінальної. Реактор був аварійно заглушений, але з чотирьох резервних дизель-генераторів штатно запустилися тільки два, ще два були запущені вручну через 20-30 хвилин. Інциденту присвоєно 2 рівень за шкалою INES[4].
- У лютому 2007 року було виявлено, що частина дозиметричного обладнання протягом 3 років давала занижені показання. В результаті виявлених порушень і в зв'язку з позаплановими зупинками керівництво АЕС пішло у відставку[5].

## Інформація про енергоблоки
|            |
| Форсмарк-1 |

|            |
| Форсмарк-2 |

|            |
| Форсмарк-3 |

| Енергоблок | Тип реакторів | Потужність | Потужність | Початок будівництва | Підключення до мережі | Введення в експлуатацію | Закриття |
| Енергоблок | Тип реакторів | чистий     | брутто     | Початок будівництва | Підключення до мережі | Введення в експлуатацію | Закриття |
| ---------- | ------------- | ---------- | ---------- | ------------------- | --------------------- | ----------------------- | -------- |
| Форсмарк-1 | BWR           | 987 МВт    | 1025 МВт   | 01.06.1973          | 06.06.1980            | 10.12.1980              |          |
| Форсмарк-2 | BWR           | 1000 МВт   | 1038 МВт   | 01.01.1975          | 26.01.1981            | 07.07.1981              |          |
| Форсмарк-3 | BWR           | 1170 МВт   | 1212 МВт   | 01.01.1979          | 05.03.1985            | 18.08.1985              |          |